# The French Dispatch
The French Dispatch of the Liberty, Kansas Evening Sun, també coneguda com The French Dispatch, és una pel·lícula estatunidenca de comèdia dramàtica de 2021 escrita i dirigida per Wes Anderson, i basada en una història del propi Anderson, Roman Coppola, Hugo Guinness i Jason Schwartzman. La pel·lícula tracta de la secció internacional francesa d'un diari fictici de Kansas.
Es tracta d'una pel·lícula coral, protagonitzada per Benicio del Toro, Adrien Brody, Tilda Swinton, Léa Seydoux, Frances McDormand, Timothée Chalamet, Lyna Khoudri, Jeffrey Wright, Mathieu Amalric, Steve Park, Bill Murray i Owen Wilson. Entre els papers secundaris hi ha alguns dels col·laboradors recurrents del director, com ara Liev Schreiber, Edward Norton, Willem Dafoe, Saoirse Ronan, Jason Schwartzman i Anjelica Huston, entre d'altres. La banda sonora l'ha compost Alexandre Desplat.
El setembre de 2019, Searchlight Pictures va adquirir-ne els drets mundials, i estava previst que s'estrenés als cinemes catalans el 23 d'octubre de 2020. La seva estrena es va posposar al 2021, quan es va presentar al 74è Festival Internacional de Cinema de Canes al juliol i finalment a Catalunya aquell octubre.

## Argument
Una de les tres línies argumentals se centra en les protestes estudiantils del maig de 1968, inspirada per l'article de dues parts de Mavis Gallant «The Events in May: A Paris Notebook». Una altra, en què apareix el personatge d'Adrien Brody Julien Cadazio, està basada en «The Days of Duveen», un article de sis parts sobre el marxant d'art Joseph Duveen. També explica la història d'un xef que va resoldre un cas d'assassinat. La pel·lícula narra la història d'aquesta revista al llarg de cinc dècades, entre el 1925 i el 1975.

## Repartiment
- Benicio del Toro com a Moses Rosenthaler, un artista empresonat.
- Adrien Brody com a Julien Cadazio, un marxant d'art, basat en Joseph Duveen.[7]
- Tilda Swinton com a J. K. L. Berensen, una escriptora i col·laboradora de The French Dispatch.
- Léa Seydoux com a Simone, una guarda de presó i musa de Rosenthaler.
- Frances McDormand com a Lucinda Krementz, una periodista que fa perfils dels estudiants revolucionaris.
- Timothée Chalamet com a Zeffirelli, un estudiant revolucionari i xicot de Juliette.
- Lyna Khoudri com Juliette, una estudiant revolucionària i xicota de Zeffirelli.
- Jeffrey Wright com Roebuck Wright, un periodista gastronòmic, basat en una barreja de l'escriptor James Baldwin i el periodista A. J. Liebling.[7]
- Mathieu Amalric com a policia, el fill del qual està segrestat.
- Stephen Park com a tinent Nescafier, xef i oficial de policia que resol el segrest.
- Bill Murray com a Arthur Howitzer Jr., l'editor de The French Dispatch, basat en Harold Ross, el co-fundador de The New Yorker.[7][11]
- Owen Wilson com a Herbsaint Sazerac, un escriptor i col·laborador de The French Dispatch, basat en Joseph Mitchell, un escriptor de The New Yorker.[7]
- Liev Schreiber
- Elisabeth Moss com una col·laboradora de The French Dispatch.
- Edward Norton com el segrestador.
- Willem Dafoe com a presoner.
- Lois Smith com Upshur Clampette, una col·leccionista d'art.
- Saoirse Ronan com a dona misteriosa
- Christoph Waltz com a Boris Schommers
- Cécile de France
- Guillaume Gallienne
- Jason Schwartzman com a Hermes Jones, col·laboradora de The French Dispatch.
- Tony Revolori
- Rupert Friend
- Henry Winkler com un dels "oncles socis" de Cadazio.
- Bob Balaban com un dels "oncles socis" de Cadazio.
- Hippolyte Girardot
- Anjelica Huston

Fisher Stevens, Griffin Dunne i Wally Wolodarsky hi interpreten col·laboradors def The French Dispatch, mentre que Mohamed Belhadjine hi interpreta Mitch Mitch, un estudiant revolucionari. A més a més; Denis Ménochet, Benjamin Lavernhe, Vincent Macaigne, Félix Moati i Alex Lawther hi interpreten papers desconeguts.

## Premissa i rerefons
The French Dispatch ha estat descrita com «una carta d'amor a periodistes a la corresponsalia d'un diari dels Estats Units en una ciutat francesa fictícia del segle XX», centrada en tres línies argumentals. Dona vida a un reguitzell de rondalles publicades a l'epònim The French Dispatch, establert a la ciutat fictícia francesa Ennui-sur-Blasé. La pel·lícula està inspirada per l'estima d'Anderson a The New Yorker, i alguns dels personatges i esdeveniments de la cinta estan basats en equivalents de la revista a la vida real. Una de les tres històries se centra en les protestes d'ocupació estudiantil de maig del 68, inspirada en l'article de dues parts de Mavis Gallant «Los esdeveniments de maig: un quadern de París». Una altra història, amb el personatge d'Adrien Brody de Julien Cadazio, està basada en Els dies de Duveen, un llargmetratge de sis parts de The New Yorker sobre el marxant d'art Lord Duveen.
En parlar amb la publicació francesa Charente Libre l'abril de 2019, Anderson va dir: «La història no és fàcil d'explicar, [es tracta d'un] periodista estatunidenc resident a França [que] crea la seva revista. És més un retrat d'aquest home, d'aquest periodista que lluita per escriure allò que vol escriure. No és una pel·lícula sobre la llibertat de premsa, però quan parla de reporters també parla del que passa al món real».

## Producció

### Desenvolupament
L'agost de 2018 es va informar que Wes Anderson escriuria i dirigiria una pel·lícula musical sense títol ambientada a França després de la Segona Guerra Mundial. El novembre de 2018 es va anunciar que Jeremy Dawson la produiria, amb Tilda Swinton i Mathieu Amalric com a protagonistes, i Dawson també va confirmar que la pel·lícula no era un musical. A més, van córrer rumors que Natalie Portman, Brad Pitt i Léa Seydoux hi interpretarien algun paper. El desembre de 2018, es va anunciar que Anderson l'escriuria i la dirigiria, amb Frances McDormand, Bill Murray, Timothée Chalamet, Benicio del Toro i Jeffrey Wright; es va confirmar que Seydoux hi actuaria, al costat de Swinton i Amalric, ambSteven Rales com a productor amb la seva firma Indian Paintbrush, i amb distribució de Fox Searchlight Pictures.
Aquell mateix mes, Lois Smith i Saoirse Ronan es van unir al repartiment. El gener de 2019 Owen Wilson, Adrien Brody, Henry Winkler, Willem Dafoe, Kate Winslet, Bob Balaban, Steve Park, Denis Ménochet, Lyna Khoudri, Alex Lawther, Vincent Macaigne, Vincent Lacoste, Félix Moati, Benjamin Lavernhe, Guillaume Gallienne i Cécile de France també se'n van unir al repartiment. Robert Yeoman n'és el director de fotografia. El febrer de 2019 es va anunciar que Wally Wolodarsky, Fisher Stevens, Griffin Dunne i Jason Schwartzman també se n'havien unit al repartiment, i l'abril de 2019 ho van fer Christoph Waltz, Rupert Friend i Elisabeth Moss.
Kate Winslet havia d'aparèixer-hi però va abandonar el projecte per tenir més temps per a preparar el seu paper a Ammonite.

### Rodatge
El rodatge va començar el novembre de 2018 a la ciutat d'Angulema (França), i va concloure el març de 2019. En la pel·lícula, Angulema és la ciutat fictícia d'Ennui-sur-Blasé.

### Promoció
El cartell de la pel·lícula va ser presentat el dia 11 de febrer de 2020. És obra de Javi Aznarez, un il·lustrador català que va voler retre homenatge a The New Yorker. El pòster, que va entusiasmar els seguidors d'Anderson, evocava l'estil de les portades de la revista, presentant alguns dels personatges a través d'una secció vertical d'un edifici de tres plantes; a banda d'aquest element principal, la il·lustració també reprodueix l'ambient frenètic dels carrers de la ciutat on se situa l'acció, Ennui-sur-Blasé.
El primer tràiler va ser estrenat l'endemà, el 12 de febrer, on s'aprecia l'estètica de la revista estatunidenca convertida en pel·lícula, alhora que fa un repàs històric a través d'imatges tant en blanc i negre com en color, de la mà de la fotografia de Robert Yeoman.

## Premièrei estrena a les sales
S'havia de fer la première de The French Dispatch al Festival de Canes el 12 de maig de 2020 i estrenar-se àmpliament el 24 de juliol, però a causa de la pandèmia de COVID-19, el festival es va cancel·lar i la pel·lícula es va retirar de la programació el 3 d'abril de 2020. La cinta va ser reprogramada per a l'estrena el 16 d'octubre de 2020, abans de tornar a ser retirada de la programació el 23 de juliol d'aquell any.
Finalment, es va estrenar al Festival de Canes de 2021. Posteriorment es va projectar en festivals de cinema a Busan (Corea del Sud), els Hamptons, Londres, Mill Valley, Montclair (Nova Jersey), Nova York, Twin Cities, Filadèlfia, Breslau (Polònia), San Diego, i Zuric, i a Telluride (Colorado) hi va haver una projecció sorpresa. Es va estrenar en sales de cinema de manera limitada el 22 d'octubre de 2021, seguit de l'àmplia expansió del 29 d'octubre de 2021.